# Gustav Krum
Gustav Krum (23. května 1924 Jihlava – 21. března 2011 Jihlava) byl český malíř a ilustrátor dobrodružných knih. Proslul zejména svými ilustracemi (především ke knihám Karla Maye) a obrázkovými seriály (dnes se pro tento žánr používá označení komiks), které vycházely na pokračování v různých časopisech.

## Život
Gustav Krum se narodil v Jihlavě. V letech 1949 až 1954 studoval na Akademii výtvarných umění (AVU) v Praze a na grafické speciálce u profesorů Vladimíra Pukla a Miloslava Holého. Patřil mezi absolutní špičku českých ilustrátorů a rozsah jeho díla je obrovský. Ilustroval téměř sto knih – od antických témat a dobrodružných příběhů až po české dějiny a archeologické knihy. Jedním z historiků, s nimiž spolupracoval byl v souvislosti s tematikou Jihlavy František Hoffmann.
Poslední měsíce svého života strávil Gustav Krum v Jihlavě, kde mu v roce 2000 bylo uděleno čestné občanství.

## Z knižních ilustrací
- Henryk Sienkiewicz: Křižáci, Naše vojsko, Praha 1955,
- Miloš Václav Kratochvíl: Husitská kronika,, Státní nakladatelství dětské knihy, Praha 1956,
- Walter Scott: Wawerley, Odeon, Praha 1962,
- Jaroslav Foglar: Pod junáckou vlajkou, Olympia, Praha 1969,
- Jaroslav Foglar: Devadesátka pokračuje, Olympia, Praha 1969,
- Jaroslav Foglar: Stínadla se bouří, Olympia, Praha 1970,
- Karel May: Pouští, Olympia, Praha 1970,
- Karel May: Divokým Kurdistánem, Olympia, Praha 1971,
- Karel May: Z Bagdádu do Cařihradu, Olympia, Praha 1971,
- Karel May: V balkánských roklinách, Olympia, Praha 1972,
- Karel May: Zemí Škipetarů, Olympia, Praha 1972,
- Karel May: Žut, Olympia, Praha 1973,
- Karel May: Na Río de la Plata, Olympia, Praha 1973,
- Karel May: V Kordillerách, Olympia, Praha 1975,
- Karel May: Lovci lidí, Olympia, Praha 1976,
- Karel May: Mahdí, Olympia, Praha 1977,
- Karel May: V Súdánu, Olympia, Praha 1979,
- Karel May: Kapitán Kajman, Olympia, Praha 1980,
- Karel May: Poklad ve Stříbrném jezeře, Olympia, Praha 1982,
- Karel May: Petrolejový princ, Olympia, Praha 1982,
- Bořivoj Záruba: Svět vymřelých zvířat, společně se Zdeňkem Burianem, Artia, Praha 1983,
- Václav Švarc: Na vlnách řek a oceánů, Albatros, Praha 1984,
- Václav Mareš: Tvůj majestát, králi, Albatros, Praha 1984,
- Karel May: Old Surehand, dva díly, Olympia, Praha 1984-1985,
- Karel May: Syn lovce medvědů, Olympia, Praha 1987,
- Karel May: Duch Llana Estacada, Olympia, Praha 1989,
- Karel May: Old Firehand, Olympia, Praha 1991,
- Karel May: Vinnetouovi dědicové, Olympia, Praha 1992,
- Jaroslav Svojše: Jezero sedmi světel, Šebek & Pospíšil, Mladá Boleslav 1991,
- Karel May: Vánoce, Toužimský a Moravec, Praha 1992,
- Karel May: Komanč a zálesák, Olympia, Praha 1993,
- Karel May: Cizinec přichází, Olympia, Praha 1994,
- Karel May: Přízrak, Olympia, Praha 1995,
- Jaroslav Foglar: Boj o první místo, Olympia, Praha 1995,
- James Oliver Curwood: Vlčák Kazan, Olympia, Praha 1995,
- Jaroslav Foglar: Poklad Černého delfína, Olympia, Praha 1996,
- Jack Schaefer: Širé pastviny, Toužimský a Moravec, Praha 1996,
- Jack Schaefer: Shane a jiné příběhy, Toužimský a Moravec, Praha 1997,
- Jack Schaefer: Muž ze srdcem kovboje, Toužimský a Moravec, Praha 1998,
- Jack Schaefer: Kaňon, Toužimský a Moravec, Praha 1999,
- Jack Schaefer: Pátý muž, Toužimský a Moravec, Praha 1999,
- Jack London: Smoke a Shorty, Toužimský a Moravec, Praha 2001,
- Miloš Kosina: Hoši z Modré zátoky, Ostrov, Praha 2001,
- Jack Schaefer: Rota zbabělců, Toužimský a Moravec, Praha 2002,
- Jack London: Zlatý kaňon, Toužimský a Moravec, Praha 2002,
- Jack Schaefer: Hrdinové bez slávy, Toužimský a Moravec, Praha 2003,
- Jack Schaefer: Hrdinové Divokého západu, Toužimský a Moravec, Praha 2004,
- Jack London: Tulák David Grief, Toužimský a Moravec, Praha 2005.

## Komiksy
- Vinnetou (čtrnáctideník Zápisník, 1964–1966), podle prvního dílu stejnojmenného románu Karla Maye,
- Trojská válka, (čtrnáctideník Zápisník, 1967)
- Tarzanův návrat (čtrnáctideník Zápisník, 1968–1969), podle románů Tarzanovy šelmy a Tarzanův návrat Edgara Rice Burroughse,
- Věznice Parmská (týdeník Květy, 1970), podle stejnojmenného Stendhalova románu),
- Poklad na ostrově (čtrnáctideník Zápisník), podle stejnojmenného románu Roberta Louise Stevensona,
- Kapitán Blood (čtrnáctideník Zápisník, 1970), podle románu Rafaela Sabatiniho přeloženému u nás pod titulem Odysea kapitána Blooda,
- Poklad na ostrově, knižní vydání v nakladatelství Olympia, Praha 1970,
- Král Madagaskaru (měsíčník Pionýrská stezka, 1975–1977), podle stejnojmenného románu Desidera Galského,
- Velká kniha komiksů – Gustav Krum, knižní vydání v nakladatelství BB art, Praha (2002, obsahuje seriály Kapitán Blood, Král Madagaskaru, Tarzanův návrat, Věznice Parmská a Vinnetou,
- Poklad na ostrově, 2. knižní vydání v nakladatelství Toužimský a Moravec, Praha 2005.